# ムフシン・ムハマディエフ
ムフシン・ムスリモヴィチ・ムハマディエフ (英語: Mukhsin Muslimovich Mukhamadiev、ロシア語: Мухсин Муслимович Мухамадиев、1966年10月21日) は、タジキスタン・ドゥシャンベ出身の元プロサッカー選手である。現役時のポジションはFW。

## 概要
ムハマディエフはサッカータジキスタン代表とロシア代表の両方に出場している。現在はFCルビン・カザンにおいてスポーツディレクターとして活動している。

## 代表での得点
| # | 日時       | 場所                                   | 相手         | スコア | 結果 | 大会              |
| - | ---------- | -------------------------------------- | ------------ | ------ | ---- | ----------------- |
| 1 | 1995-05-06 | ロシア、モスクワ、ルジニキ・スタジアム | フェロー諸島 | 3 – 0  | 3–0  | UEFA EURO '96予選 |

## 獲得タイトル
- タジク・リーグ 優勝: 1992
- ロシア・プレミアリーグ 優勝: 1994
- ロシア・プレミアリーグ3位: 1995